# Серый певчий ястреб
Се́рый пе́вчий я́стреб (лат. Melierax poliopterus) — птица из семейства ястребиных, обитающая в Восточной Африке. Первоописание датируется 1868 годом, выполнено немецким орнитологом Жан Луи Кабанисом по хранящейся в Берлине коллекции немецкого исследователя Восточной Африки фон дер Деккена.
Вид отличается от тёмного певчего ястреба и светлого певчего ястреба окраской, размером и длиной ног, но не ареалом. Считался подвидом светлого певчего ястреба. Подвиды не выделяются.

## Описание
Серый певчий ястреб достигает длины от 49 до 55 см (крупнее тёмного певчего ястреба), размах крыльев от 96 до 110 см и длина хвоста от 20 до 25 см. Самцы меньше самок. Телосложение соответствует телосложению настоящих ястребов, но хвост короче и длина перьев хвоста увеличивается от краев к центру, а крылья шире. Верхняя часть тела, крылья и голова серые. На брюхе узкие серо-белые полосы, кроющие крылья подхвостья белые. Подкладка живота и крыльев белая, второстепенные светло-серые, а первостепенные тёмные, что создает впечатление белой птицы с серой головой и темными кончиками крыльев. Хвост сверху черноватый, снизу белый с серыми полосами. Кончик хвоста белый. Восковица жёлтая, кончик клюва серый. Ноги оранжево-красные. Верхняя часть тела молодых особей тускло-коричневая со светлой полосой над глазом. Нижняя часть тела белая с коричневыми полосами на горле и груди, коричневые полосы на кроющих крыльях живота и слабая полоса или её отсутствие на кроющих крыльях подхвостья. Хвост коричневый с широко расставленными тёмно-коричневыми полосами. Надхвостье белое, частично полосатое или без отметин. Они неотличимы от некоторых молодых тёмных певчих ястребов, за исключением менее полосатых кроющих крыльев подхвостья и надхвостья. Кроме того, ноги во всех возрастах немного длиннее, чем у тёмного певчего ястреба.

## Биология
Серый певчий ястреб обычно встречается большими группами до 16 особей, они всегда охотятся стаей и делят добычу. 
Охотится с присады. В состав рациона входят преимущественно ящерицы, а также крупные насекомые, птицы и мелкие млекопитающие. Изредка питается падалью.
Сезон размножения приходится на конец сухого сезона, с февраля по сентябрь на северо-востоке Африки, с февраля по июнь и с августа по январь в Кении. Ухаживание включает в себя ночные показательные полеты. Оба пола строят гнездо в течение нескольких недель на небольшой платформе из палок на верхушках густых деревьев на высоте от 3 до 8 м над уровнем земли. Кладка состоит из 1—2 зеленовато-белых яиц, которые насиживаются преимущественно самкой в течение 36—28 дней.

## Распространение и места обитания
Серый певчий ястреб живёт в полупустынях, сухих кустарниках и лесистых лугах на высоте до 2000 м в южной Эфиопии, Джибути, западной части Сомали, восточной Кении, северной Танзании и в Уганде.